# Lonsdale Cemetery
Lonsdale Cemetery is een Britse militaire begraafplaats met gesneuvelden uit de Eerste Wereldoorlog, gelegen in het Franse dorp Aveluy in het departement Somme. De begraafplaats werd ontworpen door Herbert Baker en ligt midden in het veld op 2.400 m ten noordoosten van het dorpscentrum en 900 m ten oosten van Authuille. Ze is vanaf de weg bereikbaar via een graspad van ongeveer 500 m. De begraafplaats ligt op een licht hellend terrein en heeft een rechthoekig grondplan met een oppervlakte van 4.605 m². Ze wordt omgeven door een bakstenen muur en is via enkele treden en een vierkant toegangsgebouw toegankelijk. Het Cross of Sacrifice staat op een laag plateau aan het einde van het centrale gangpad en de Stone of Remembrance staat rechts naast de toegang. Vanaf de Stone of Remembrance bereikt men via een 12-tal neerwaartse treden het eigenlijke niveau met de graven.  
De begraafplaats wordt onderhouden door de Commonwealth War Graves Commission.
Er worden 1.543 doden herdacht waaronder 816 niet geïdentificeerde.

## Geschiedenis
Op 1 juli 1916, de eerste dag van de Slag aan de Somme, viel de 32th Division waarbij de 1st Dorsets en het 11th (Lonsdale) Battalion van het Border Regiment, de Duitse frontlijn aan ter hoogte van de Leipzig Salient, maar werden later op de dag gedwongen zich terug te trekken. In het voorjaar van 1917, na de Duitse strategische terugtrekking tot de Hindenburglinie werd het slagveld opgeruimd door het V Corps en richtte daarbij een aantal nieuwe begraafplaatsen in, waaronder Lonsdale Cemetery No.1 en No.2.
Lonsdale Cemetery No.1 (de huidige Lonsdale Cemetery) bevatte oorspronkelijk 96 graven waarvan de grote meerderheid manschappen waren van de 1st Dorsets en de 11th Borders. De begraafplaats werd na de wapenstilstand uitgebreid met graven uit de omliggende slagvelden en een aantal kleine begraafplaatsen, waaronder: Lonsdale Cemetery No.2 in Authuille, Nab Road Cemetery in Ovillers-la-Boisselle, Paisley Avenue Cemetery en Paisley Hillside Cemetery in Authuille.
Er liggen 1.542 Britten begraven waarvan er 816 niet meer geïdentificeerd konden worden. Voor 22 doden werden Special Memorials opgericht omdat hun graven niet meer gelokaliseerd konden worden en men aanneemt dat ze zich onder naamloze grafzerken bevinden.
Er ligt ook 1 Franse militair begraven.

## Graven

### Onderscheiden militairen
- James Yuill Turnbull, sergeant bij de Highland Light Infantry werd onderscheiden met het Victoria Cross (VC) voor de vastberadenheid en de moed die hij, ondanks zware verliezen tijdens hevige vijandelijke aanvallen, betoonde bij het verdedigen van zijn positie. Later werd hij bij een tegenaanval door artilleriebeschietingen gedood. Hij was 32 jaar.
- kapitein R. Kirk en luitenant Vernon Rains Holmes, beiden van het Cheshire Regiment en onderluitenant Frederick Arthur Innes van de Duke of Wellington's (West Riding Regiment) werden onderscheiden met het Military Cross (MC).
- de korporaal W. J. Pelan (Royal Garrison Artillery) en soldaat W. Gray (Dorsetshire Regiment) werden onderscheiden met de Distinguished Conduct Medal (DCM). Korporaal C. J. Clarke (Dorsetshire Regiment) ontving ook nog de Military Medal (DCM, MM).
- er zijn nog 11 andere militairen die de Military Medal (MM) ontvingen.

### Minderjarige militair
- Thomas Joseph Moore, soldaat bij het The Loyal North Lancashire Regiment was 16 jaar toen hij op 26 augustus 1916 sneuvelde.

### Aliassen
- soldaat Clifford Hankey diende onder het alias C. Kettle bij het Cheshire Regiment.
- soldaat T. McHugh diende onder het alias T. Stone bij de Duke of Wellington's (West Riding Regiment).
- soldaat Walter Murphy diende onder het alias W. Scott bij de Highland Light Infantry.